# Feuersang (Gemeinde Flachau)
Feuersang ist ein Ort im Ennspongau im Land Salzburg, wie auch Ortschaft und Katastralgemeinde der Gemeinde Flachau im Bezirk St. Johann (Pongau).

## Geographie
Der Ort befindet sich knapp 14 Kilometer östlich von St. Johann, 7½ km südwestlich von Radstadt.
Die Rotte Feuersang liegt im vorderen Flachauer Tal der Radstädter Tauern, talaußerhalb des Orts Flachau, auf um die 880 m ü. A. Höhe. Östlich passiert die Tauernautobahn (A 10) mit Anschlussstelle. Der Ort zieht sich über 2½Kilometer entlang der L230 Flachauer Straße nach Flachau und der Gemeindestraße nach Reitdorf und auch beiderseits der Enns, die hier noch ein kleiner Bergbach ist. Er umfasst etwa 80 Adressen.
Die Ortschaft Feuersang umfasst um die 300 Gebäude mit etwa 850 Einwohnern. Zum Ortschaftsgebiet gehören auch:
- der Weiler Steiner[1] nördlich oberhalb Reitdorf
- der Weiler Thurnhof nordöstlich auf der anderen Ennsseite
- die äußere Talung des Litzlingbachs westwärts zur Wagrainer Höhe hin, mit dem Dorf Mayerdörfl, den Weilern Scharfettgut und  Steinbach
- die Rotten Hundsdörfl und  Unterberg taleinwärts gegen, die Rotte Pichler und der Weiler Hof bei, und der Weiler Wexler[1] oberhalb von Flachau Ort
- sowie die zerstreuten Häuser Grießenkar, das ist das Schigebiet Flachau–Wagrain

Die Katastralgemeinde mit 1385 Hektar  entspricht in etwa dem Ortschaftsgebiet, umfasst aber noch Teile der Streulagen Am Feuersang, dem Höhenrücken östlich.
Nachbarorte, ortschaften und -katastralgemeinden
| Höch (O u. KG) Schloss Höch                   | Reitdorf (O u. KG)                          | Thurnhof                               |
| Mayerdörfl Schwaighof (O u. KG, Gem. Wagrain) | Kompassrose, die auf Nachbargemeinden zeigt | Am Feuersang                           |
| Unterberg Hofmarkt (O u. KG, Gem. Wagrain)    | Hundsdörfl Flachau (O u. KG)                | Palfen (O u. KG, Gem. Altenmarkt i.P.) |

## Geschichte
Die Flachau gehörte von alters her zur Hofmark Wagrain, zum Pfleggericht Radstadt und zur Pfarre Altenmarkt. Ursprünglich war die Flachau bäuerlich streubesiedelt, der Flurname Feuersang ist 1526 urkundlich („ab dem feuersanng ob Altnmarkht“)
Der Name ist entweder ein Rodungsname, beschreibt tatsächlich einen historischen Waldbrand, oder den Wald für die Brennholzgewinnung der Eisenhütte Flachau, für deren Versorgung die heutigen Ortschaften Flachau und Feuersang als Zeche Flachau zuständig waren. Bis in die frühe Neuzeit bezeichnet der Name den Feuersangberg (heutiges Am Feuersang), wo auch gegen Palfen im Nachbartal der Feuersang Wald lag. Die Ortschaft hieß eigentlich ursprünglich Lützelmoos  (bairisch litzl ‚klein‘).
1719 wurde auf langes Bitten der Zeche hin die  Flachauer Kirche unter Erzbischof Franz Anton Graf von Harrach erbaut und 1722 ein Vikariat der Pfarre Altenmarkt eingerichtet – vorher mussten die Flachauer bis nach Altenmarkt in die Messe gehen. Dabei blieb die Feuersang aber zur „Schonung Altenmarkts“ direkt unterstellt, und es entwickelte sich die Trennung von Flachau und Feuersang. Erst als 1858 Flachau zu Pfarre erhoben wurde, kam Feuersang wieder zu diesem, wo es auch mit der Schaffung der Ortsgemeinden 1848/49 eingemeindet wurde.
Der Ort selber hieß noch Anfang des 19. Jahrhunderts Litzlenns  (‚Kleinenns‘) und umfasste die Höfe Mayer, Bayer links und Sieglhube, Schrempf, Goldschmiedhube, Rosner rechts der Enns. Talauswärts lagen Finger, Garnhof und Steg, zum Schloss Höch hin Speher, die Grabenhube und das Schafeigut, am Fuß des Feuersangbergs Gänsbichl und Nestenbichl (die noch heute zu Am Feuersang gehören), und die Höfe Vorder- und Hinterrain südlich zählten schon zu Hundsdörfl.
Die Ortsentwicklung setzt dann mit dem Bau der Tauernautobahn 1975 ein, als hier die Anschlussstelle für Flachau errichtet wurde.
| Ebst. Sbg. (Hl. röm. Reich) | Ebst. Sbg. (Hl. röm. Reich) | Salzachkr. (Kgr. Bay./Österr. o.d.E.) | Salzachkr. (Kgr. Bay./Österr. o.d.E.) | Salzachkr. (Kgr. Bay./Österr. o.d.E.) | Salzachkr. (Kgr. Bay./Österr. o.d.E.) | Krld. Sbg. (Kthm. Österr./Österr.- Ugrn.) | Krld. Sbg. (Kthm. Österr./Österr.- Ugrn.) | Krld. Sbg. (Kthm. Österr./Österr.- Ugrn.) | Krld. Sbg. (Kthm. Österr./Österr.- Ugrn.) | Bld. Salzburg (1./2. Rep. Österr.) | Bld. Salzburg (1./2. Rep. Österr.) | Bld. Salzburg (1./2. Rep. Österr.) | Bld. Salzburg (1./2. Rep. Österr.) | Bld. Salzburg (1./2. Rep. Österr.) | Bld. Salzburg (1./2. Rep. Österr.) | Bld. Salzburg (1./2. Rep. Österr.) | Bld. Salzburg (1./2. Rep. Österr.) |
| 1730                        | 1734                        | 1811                                  | /1817                                 | 1829                                  | 1846                                  | 1880                                      | 1890                                      | 1900                                      | 1910                                      | 1923                               | 1934                               | 1951                               | 1961                               | 1971                               | /1981                              | 1991                               | 2001                               |
| 447                         | 284                         | 395                                   | / 323                                 | 324                                   | 299                                   | 320                                       | 352                                       | 317                                       | 315                                       | 327                                | 344                                | 413                                | 383                                | 498                                | / 589                              | 676                                | 836                                |
| 54                          | −                           | 51                                    | / 047                                 | 46                                    | 46                                    | 63                                        | 67                                        | 67                                        | 63                                        | 61                                 | 64                                 | 73                                 | 78                                 | 115                                | / 172                              | 225                                | 305                                |

/ wohl Zeitreihenbrüche: 1811/17 Abnahme der Bevölkerung/Gebäude, Umgliederung von Flachau (?); 1981: Zunahme des Gebäudestands, Umgliederungen mit Flachau (?)

## Infrastruktur
- Anschlussstelle Flachau (Exit 66) der A10 Tauernautobahn
- Lifte in das Schigebiet snow space Flachau (in Feuersang, Unterberg) und Sommerrodelbahn